# Mare de Déu dels Agullons
La Mare de Déu dels Agullons va ser un santuari, ara desaparegut, del terme comunal de Montesquiu d'Albera, de la comarca del Rosselló, a la Catalunya del Nord.
Estava situat al nord-est del terme comunal, al costat del Mas dels Agullons i de la moderna urbanització dels Agullons.